# Perth Glory Football Club (femminile)
Il Perth Glory Football Club, citato anche come Perth Glory Women, è una squadra di calcio femminile australiana con sede a Perth, sezione femminile dell'omonimo club.
Istituito nel 2008, è iscritto alla A-League Women, il livello di vertice nella struttura del campionato australiano femminile di calcio, e gioca le partite casalinghe all'Ashfield Arena, stadio situato a Bassendean, un sobborgo di Perth.

## Organico

### Rosa 2015-2016
Rosa e numeri come da sito ufficiale.
| N. |                        | Ruolo | Calciatrice      |
| -- | ---------------------- | ----- | ---------------- |
| 1  | Australia (bandiera)   | P     | Mackenzie Arnold |
| 2  | Australia (bandiera)   | D     | Sarah Carroll    |
| 3  | Australia (bandiera)   | D     | Kim Carroll      |
| 4  | Inghilterra (bandiera) | D     | Katie Holtham    |
| 5  | Australia (bandiera)   | C     | Shannon May      |
| 6  | Australia (bandiera)   | D     | Carla Bennett    |
| 7  | Stati Uniti (bandiera) | C     | Nikki Stanton    |
| 8  | Australia (bandiera)   | C     | Shawn Billam     |
| 9  | Australia (bandiera)   | A     | Caitlin Foord    |
| 11 | Australia (bandiera)   | C     | Emily Henderson  |

| N. |                        | Ruolo | Calciatrice              |
| -- | ---------------------- | ----- | ------------------------ |
| 12 | Stati Uniti (bandiera) | A     | Katie Schubert           |
| 13 | Australia (bandiera)   | D     | Danielle Brogan          |
| 14 | Australia (bandiera)   | C     | Caitlin Doeglas          |
| 15 | Australia (bandiera)   | D     | Angelique Stannett       |
| 16 | Australia (bandiera)   | D     | Thia Eastman             |
| 17 | Australia (bandiera)   | A     | Ellie Lamonte            |
| 18 | Australia (bandiera)   | P     | Gabby Dal Busco          |
| 19 | Australia (bandiera)   | C     | Ella Mastrantonio        |
| 20 | Australia (bandiera)   | A     | Samantha Kerr (capitano) |
| 23 | Stati Uniti (bandiera) | C     | Vanessa DiBernardo       |

## Palmarès

### Competizioni nazionali
- Campionato australiano: 1

2014 (stagione regolare)